# (17132) 1999 JV80
A (17132) 1999 JV80 a Naprendszer kisbolygóövében található aszteroida. A LINEAR projekt keretében fedezték fel 1999. május 12-én.